# Grazie (Zero Assoluto)
Grazie è un brano musicale degli Zero Assoluto, estratto come terzo ed ultimo singolo dell'album Sotto una pioggia di parole.

## Descrizione
Il brano è entrato nella rotazione radiofonica italiana a partire dal 28 maggio 2010.
Inoltre il brano è stato pubblicato come primo singolo in Sudamerica in occasione dell'uscita del disco prevista nel 2011.

## Video musicale
Il video musicale è stato girato durante giugno 2010, a Buenos Aires tra i suggestivi quartieri di Boca, San Telmo e Puerto Madero e la storica Avenida de Mayo, con la collaborazione dell'Instituto Nacional de Promocion Turistica de Argentina.
A partire da luglio il video entra in rotazione nei principali canali musicali.

## Tracce
Digital Download
1. Grazie - 2:52